# Archie Hahn
Charles Archibald ‘Archie’ Hahn (Dodgeville, 14 de setembro de 1880 – Charlottesville,  21 de janeiro de 1955) foi um campeão olímpico norte-americano de atletismo e um dos maiores velocistas do começo do século XX.
Em 1903 Hahn venceu diversas corridas dos campeonatos americano e canadense, o que o credenciou como um dos grandes favoritos para as provas de velocidade dos Jogos Olímpicos de 1904, realizados na cidade de Saint Louis, Estados Unidos, principalmente pela pequena participação prevista de atletas da Europa, cujos países, em sua maioria, boicotaram esses Jogos.
Participando logo da primeira prova do programa olímpico, os 60 m rasos – prova que não mais é disputada – ele venceu facilmente, beneficiado por sua ótima explosão e aceleração inicial, aumentando ainda mais seu favoritismo para as próximas provas a ser disputadas, os 100 e 200 m rasos, que ele novamente venceria, se tornando campeão olímpico das três provas mais rápidas do atletismo.
Em 1906, Hahn compareceu aos Jogos não-oficiais de Atenas, onde repetiu sua vitória nos 100 m rasos. Apesar destes Jogos não serem oficiais, nem terem seus resultados nem suas medalhas reconhecidas pelo COI, seu feito só foi igualado 82 anos depois por outro velocista, o também americano Carl Lewis, que nos Jogos Olímpicos de Seul - após a vitória em Los Angeles 1984 - conseguiria a proeza de vencer os 100 m por duas vezes consecutivas (conquistada após a desqualificação por doping do canadense Ben Johnson).
Depois de encerrar a carreira nas pistas, Hahn se tornou técnico de atletismo, levando a equipe de atletas da Universidade da Virgínia a vencer doze campeonatos estaduais dos treze em que participou.